# Russells Point
Russells Point és una població dels Estats Units a l'estat d'Ohio. Segons el cens del 2000 tenia 1.619 habitants.

## Demografia
Segons el cens del 2000, Russells Point tenia 1.619 habitants, 727 habitatges, i 415 famílies. La densitat de població era de 672,1 habitants per km².
Dels 727 habitatges en un 28,5% hi vivien nens de menys de 18 anys, en un 38,5% hi vivien parelles casades, en un 13,8% dones solteres, i en un 42,8% no eren unitats familiars. En el 37,7% dels habitatges hi vivien persones soles el 17,3% de les quals corresponia a persones de 65 anys o més que vivien soles. El nombre mitjà de persones vivint en cada habitatge era de 2,23 i el nombre mitjà de persones que vivien en cada família era de 2,91.
Per edats la població es repartia de la següent manera: un 26,7% tenia menys de 18 anys, un 8,2% entre 18 i 24, un 24,5% entre 25 i 44, un 24,3% de 45 a 60 i un 16,4% 65 anys o més.
L'edat mediana era de 36 anys. Per cada 100 dones de 18 o més anys hi havia 82,6 homes.
La renda mediana per habitatge era de 27.589 $ i la renda mediana per família de 37.434 $. Els homes tenien una renda mediana de 35.326 $ mentre que les dones 21.667 $. La renda per capita de la població era de 15.835 $. Aproximadament el 17,7% de les famílies i el 20,2% de la població estaven per davall del llindar de pobresa.

## Poblacions més properes
El següent diagrama mostra les poblacions més properes.